# Klaudia Wojtunik
Klaudia Wojtunik (15 de mayo de 1999) es una deportista de Polonia que compite en atletismo. Ganó una medalla de bronce en el Campeonato Europeo de Atletismo Sub-23 de 2021, en la prueba de 100 m vallas.